# Спрингер, Джерри
Дже́ральд Но́рман Спри́нгер (англ. Gerald Norman Springer; 13 февраля 1944, Лондон, Великобритания — 27 апреля 2023, Большой Чикаго, Иллинойс, США) — американский телеведущий, продюсер, актёр и политик.

## Ранние годы и личная жизнь
Родился 13 февраля 1944 года в Лондоне в семье Марго и Ричарда Спрингеров — евреев, эмигрировавших из Германии в Великобританию в 1939 году из опасений преследования нацистами. В 1949 году Джерри с родителями и сестрой переехал в США, и его детство прошло в нью-йоркском районе Куинс. В 1965 году он получил степень бакалавра в области политики и политологии в Тулейнском университете, а в 1968 году окончил Северо-Западный университет по специальности «юриспруденция». В 1973 году женился на Мики Велтон, в 1976 году у них родилась дочь Кейти.

## Политическая карьера
Спрингер начал карьеру в качестве советника в команде сенатора Роберта Кеннеди, а после его убийства поступил на работу в юридическую фирму в Цинциннати. В 1970 году Спрингер баллотируется в Конгресс, но проигрывает кандидату от республиканцев Дональду Клэнси, набрав 45 % голосов. Год спустя молодой политик стал членом городского совета, однако в 1974 году был вынужден покинуть свой пост из-за скандала: полиция нашла чек, выписанный им за услуги «девушки легкого поведения». Несмотря на это, Спрингер сохранил популярность у избирателей, вскоре был переизбран в совет, а в 1977—1978 годах занимал пост мэра Цинциннати.

## Телевидение и кино
В 1982 году Спрингер становится политическим обозревателем канала NBC WLWT. За несколько лет его программа становится одной из самых популярных в городе, но настоящий успех приходит к Спрингеру, когда он начинает вести собственное ток-шоу.

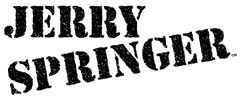
Логотип «Шоу Джерри Спрингера»

Первый выпуск «Шоу Джерри Спрингера» выходит в эфир 30 сентября 1991 года. Первоначально проект позиционируется как серьёзная программа о политике, но через три года Спрингер и новый продюсер Ричард Доминик решают изменить формат, чтобы привлечь широкую аудиторию. С этого времени основными действующими лицами шоу становятся гости, желающие обсудить свои личные проблемы. Программа начинает затрагивать такие скандальные темы как супружеская измена, инцест, зоофилия, педофилия, проституция, порнография, гомофобия, расизм, фетишизм и так далее. Между гостями постоянно происходят перепалки, нередко перерастающие в драку, поэтому на съёмках всегда присутствует несколько охранников. Передача завоевала огромную популярность: за 27 лет в эфир вышло почти 4 тысячи выпусков, а похожие проекты появились на многих каналах в разных странах. При этом «Шоу Джерри Спрингера» регулярно подвергалось критике за грубость и насилие, обвинялось в дурновкусии и низком интеллектуальном уровне. Журнал TV Guide даже назвал его худшей телевизионной программой всех времён.
Кроме своего ток-шоу, Спрингер вёл и другие программы на телевидении и радио. Помимо этого, он неоднократно играл в кино (зачастую появляясь в роли самого себя). Джерри можно увидеть в фильмах «Остин Пауэрс: Шпион, который меня соблазнил», «Поцелуй понарошку», «Домино», «Акулий торнадо 3», сериалах «Женаты… с детьми», «Секретные материалы», «Сабрина — маленькая ведьма» и других.
В 2004 и 2005 годах роль Спрингера в мюзикле и телефильме «Джерри Спрингер: Опера» исполнил актёр и певец Дэвид Соул.

## Смерть
Спрингер умер в своём доме недалеко от Чикаго, штат Иллинойс, 27 апреля 2023 года в возрасте 79 лет. Представитель семьи сообщил, что за несколько месяцев до смерти у него был диагностирован рак поджелудочной железы.